# Tchad aux Jeux olympiques d'été de 2012
Le Tchad participe aux Jeux olympiques d'été de 2012 à Londres au Royaume-Uni du 27 juillet au 12 août 2012. Il s'agit de sa 11e participation à des Jeux d'été depuis sa première participation en 1964. L'athlète Hinikissia Ndikert et la judoka Carine Ngarlemdana faisait partie de la délégation tchadienne. Pendant la cérémonie d'ouverture, le drapeau était porté par Ngarlemdana et par Ndikert lors de la cérémonie de fermeture. Aucune des deux athlètes du Chad n'ont pu progresser au-delà du premier niveau de leur discipline. Le Chad était l'un des seuls pays à avoir une équipe exclusivement féminine aux jeux de 2012.

## Histoire
Le Tchad, pays enclavé en Afrique Centrale, a participé 11 fois aux Jeux olympiques d'été depuis Tokyo en 1964 et Londres en 2012. Le plus grand nombre d'athlètes tchadiens à avoir participé à des jeux d'été est six lors des Jeux Olympiques de 1988 à Seoul en Corée du Sud. Aucun athlètes n'a jamais remporté de médailles olympiques. Deux athlètes du Tchad se sont qualifiés pour les jeux de Londres; Hinikissia Ndikert pour le 200 mètres féminin et Carine Ngarlemdana pour la compétition de judo féminin. Aucun sportif masculin n'a représenté le Chad, qui avec le Bhutan était les deux seuls pays a n'avoir envoyer que des athlètes féminin pour les jeux de 2012.

## Athlétisme
Femmes
| Athlète                      | Épreuve    | Séries   | Séries | Quarts de finale | Quarts de finale | Demi-finales | Demi-finales | Finale   | Finale |
| Athlète                      | Épreuve    | Résultat | Rang   | Résultat         | Rang             | Résultat     | Rang         | Résultat | Rang   |
| ---------------------------- | ---------- | -------- | ------ | ---------------- | ---------------- | ------------ | ------------ | -------- | ------ |
| Hinikissia Albertine Ndikert | 200 mètres | 26.06    | 51     | NC               | NC               | -            | -            | -        | -      |

## Judo
Le Tchad a qualifié une judoka.
| Athlète            | Épreuve               | 1/16 de finale         | 1/8 de finale       | Quarts de finale    | Demi-finales        | Repêchage 1         | Repêchage 2         | Finale              | Finale |
| Athlète            | Épreuve               | Adversaire Résultat    | Adversaire Résultat | Adversaire Résultat | Adversaire Résultat | Adversaire Résultat | Adversaire Résultat | Adversaire Résultat | Rang   |
| ------------------ | --------------------- | ---------------------- | ------------------- | ------------------- | ------------------- | ------------------- | ------------------- | ------------------- | ------ |
| Carine Ngarlemdana | Moins de 70 kg femmes | Sally Conway 0002/0111 | -                   | -                   | -                   | -                   | -                   | -                   | -      |